# Ursula K. Le Guin
Ursula Kroeber Le Guin (Berkeley, Kalifornia, 1929. október 21. – Portland, Oregon,  2018. január 22.) amerikai sci-fi és fantasy író.

## Művei
Legismertebb sorozata a Szigetvilág ciklus, ami átmenetet képez a fantasy és a sci-fi között.
- A Wizard of Earthsea – A Szigetvilág varázslója (1968)
- The Left Hand of Darkness – A sötétség balkeze (1969)
- The Tombs of Atuan – Atuan sírjai (1971)
- The Lathe of Heaven – Égi eszterga (1971)
- The Farthest Shore – A legtávolibb part (1972)
- The Dispossessed – A kisemmizettek (1974)
- Tehanu (1990)
- The Telling – A rege (2000)
- Tales from Earthsea – Óceánföld meséi
- The Other Wind – Más szelek szárnyán

### Magyarul
- A sötétség balkeze. Tudományos fantasztikus regény; ford. Baranyi Gyula, életrajz Kuczka Péter, tan. Erőss László; Kozmosz Könyvek, Bp., 1979 (Kozmosz Fantasztikus Könyvek)
- A Szigetvilág varázslója; ford. Mohácsi Enikő; Móra, Bp., 1989 (Galaktika Fantasztikus Könyvek)
- A legtávolibb part; ford. Füssi-Nagy Géza; Móra, Bp., 1991 (Galaktika Fantasztikus Könyvek)
- Atuan sírjai; ford. Füssi-Nagy Géza; Móra, Bp., 1991 (Galaktika Fantasztikus Könyvek)
- Égi eszterga; ford. Füssi-Nagy Géza; Móra, Bp., 1992 (A sci-fi mesterei)
- A kisemmizettek; ford. Adamik Lajos; Cédrus–Szukits, Bp.–Szeged, 1994 (A sci-fi klasszikusai)
- Tehanu; ford. Füssi-Nagy Géza; Móra, Bp., 1994 (Galaktika Fantasztikus Könyvek)
- Ursula K. LeGuin összes Szigetvilág története; Szukits, Szeged, 2004-2006
  - 1. A szigetvilág varázslója / Atuan sírjai / A legtávolibb part / Tehanu; ford. Mohácsi Enikő, Füssi-Nagy Géza; 2004
  - 2. Óceánföld meséi / Más szelek szárnyán; ford. Habony Gábor, Füssi-Nagy Géza; 2006
- A rege; ford. Kleinheincz Csilla; Delta Vision, Bp., 2011 (MesterMűvek. Science fiction)
- Valós és valótlan. Ursula K. Le Guin válogatott novellái, 1-2.; ford. Kleinheincz Csilla et al.; Gabo, Bp., 2017 
  - 1. Valahol a Földön
  - 2. Az űr odakint, a világ idebent
- A megtalált és az elveszett 1-2.; ford. Kleinheincz Csilla et al.; Gabo, Bp., 2018

## Díjai
Öt Hugo- és Nebula-díj, valamint egy Janet Heidiger Kafka-díj. 2014-ben megkapta az Egyesült Államok Nemzeti Könyvdíját